# Гончаров, Виктор Иванович (музыкант)
Виктор Иванович Гончаров (5 мая 1951 — 5 сентября 2013, Ростов-на-Дону) — советский, российский хормейстер, дирижёр, Заслуженный деятель искусств Российской Федерации (1994). Профессор Ростовской государственной консерватории им. С. Рахманинова.

## Биография
Виктор Иванович родился 5 мая 1951 года в городе Ростове-на-Дону. В 1961 году началась творческая деятельность Виктора Гончарова. В десятилетнем возрасте был солистом ростовского городского хора мальчиков под руководством заслуженного артиста Армении В. А. Никольского. Во Дворце культуры строителей, когда ему было четырнадцать лет, он организовал мужской вокальный квартет. В шестнадцать лет создал вокально-инструментальный ансамбль «Былина» (позднее переименованный в «Россияне»), на базе клуба ростовской обувной фабрики. С 1973 года Виктор Иванович работал в Ростовской областной филармонии музыкальным руководителем и солистом вокально-инструментального ансамбля «Красны девицы», с которым объездил весь Советский Союз. В это же время учился и окончил в 1976 году по классу хорового дирижирования Ростовскую консерваторию. Виктор Иванович Гончаров ученик профессора Владимира Германовича Шипулина.
С 1977 года В. И. Гончаров работал на кафедре хорового дирижирования, прошёл путь от преподавателя до ведущего профессора Ростовской государственной консерватории им. С. Рахманинова.
Виктор Иванович Гончаров являлся организатором и руководителем синтез-хора «Певчие Тихого Дона», который был организован в 1984 году. Возглавлял Ансамбль песни и пляски Северо-Кавказского военного округа и Детский театр-студию «Жар-птица».
С сентября 2010 года В. И. Гончаров являлся музыкальным руководителем и главным дирижёром Ансамбля песни и пляски Северо-Кавказского регионального командования МВД.
Виктор Иванович был музыкальным руководителем, главным хормейстером и дирижёром, а также организатором в подготовке и проведении крупнейших творческих мероприятий: Всесоюзные и Всероссийские литературно-фольклорные праздники «Шолоховская весна», «На земле Кочетовской», областные и региональные песенно-хоровые праздники, фестивали, Дни городов-партнёров, благотворительные концерты и др.
В. И. Гончаров за 35 лет своей творческой деятельности подготовил более чем 700 премьер (от произведений песенно-хорового жанра до кантатно-ораториальных сочинений), 8000 концертов в России и за рубежом, 300 правительственных концертов.
Виктором Ивановичем Гончаровым сделано более 4000 обработок, аранжировок и переложений для различных исполнительских составов. Им создано 216 сочинений.
Были выпущены четыре диска Ансамбля Песни и Пляски Северо-Кавказского военного округа: «Служить России» и «Армия моя».
Виктор Иванович Гончаров умер 5 сентября 2013 года в Ростове-на-Дону.

## Награды и звания
- Ветеран боевых действий, награждённый двумя крестами «За службу на Кавказе»;
- Медали «За гуманизм и служение России», «200 лет внутренним войскам МВД России»;
- Почётный знак «За выполнение миротворческой миссии в Абхазии, Грузии»;
- Заслуженный деятель искусств Российской Федерации (1 декабря 1994 года) — за заслуги в области искусства[2];
- Почётный магистр хоровой музыки Германии;
- Профессор Ростовской государственной консерватории им. С. Рахманинова;
- Лауреат премии Ленинского комсомола Дона;
- Благодарность от Верховного Главнокомандующего В. В. Путина.